# Otakon
Ne doit pas être confondu avec Otacon.
Otakon est une convention annuelle aux États-Unis qui se concentre sur la culture populaire asiatique (anime, manga, musique et cinéma) et ses fandom. Crée en 1999, elle est organisée sur trois jours entre juillet et août. Depuis 2017, elle se déroule au Walter E. Washington Convention Center (en) à Washington D.C.. Son appellation est un mot-valise dérivé des termes convention et otaku.

## Organisation

### Organisateur
L'Otakon est organisé par la société Otakorp Inc. qui est basée en Pennsylvanie et dont le principal objectif « est de promouvoir l'appréciation de la culture asiatique, principalement à travers ses médias et ses divertissements ».

### Localisation
La première édition de la convention sur la culture populaire asiatique a été organisé en 1994 dans un hôtel Days Inn à State College en Pennsylvanie et a attiré près de 350 visiteurs. De 1999 à 2016, L'Otakon a eu lieu au Baltimore Convention Center à Baltimore dans le Maryland. La convention devient alors l'un des évènements importants de la ville à partir de 2003 et contribue à un important impact économique. L'agence du tourisme de Baltimore a récompensé l'Otakon du prix de « Client de l'année » en 2011 pour avoir « démontré un engagement continu envers Baltimore, attirant chaque année plus de 27 000 participants dans la ville lors d'un événement très attendu par la communauté locale et les médias ».
À partir de 2017, L'Otakon a déménagé à Washington D.C. au Walter E. Washington Convention Center (en). 

## Programmation
La programmation typique de l'Otakon comprend différentes activités. Tout d'abord, la convention projette des films d'animation ou en live action en provenance d'Asie de l'Est sur grand écran. Des contenus produits par les fans, comme des parodies et des AMV, sont également présentés. Pendant plusieurs années, l'Otakon possédait une salle de cinéma dédiée utilisant le format 35 mm, avant de la remplacer en 2008 par une salle de cinéma numérique en haute définition. Des conférences et des ateliers sont organisés sur différents sujets tels que le doublage, la création de mangas ou la culture japonaise. Des professionnels de l'industrie sont aussi présent afin d'annoncer des nouveautés et des invités viennent discuter ou montrer des aspects de leurs métiers et répondent aux questions du public. De nombreux ateliers sont organisés également par des fans. La convention présente aussi un défilé de cosplay et un spectacle autour. 